# Holtum (Nederland)
Holtum (Limburgs: Houtem) is een dorp dat deel uitmaakt van de gemeente Sittard-Geleen in de Nederlandse provincie Limburg. In 2023 woonden er 1.125 mensen. Tot 2001 behoorde Holtum bij de gemeente Born, die is opgegaan in de gemeente Sittard-Geleen. Holtum ligt nabij Buchten, een ander dorp dat deel uitmaakte van Born en ligt ingesloten door het Julianakanaal, het bedrijventerrein Holtum-Noord en de autosnelweg A2. Tegenover het bedrijventerrein, aan de andere kant van de A2, ligt de VDL NedCar-automobielfabriek.

## Etymologie
De naam Holtum is afgeleid van "Hout heem" hetgeen betekent "nederzetting in het bos".

## Geschiedenis
In 1924 krijgt het dorp een halte aan de tramlijn Roermond - Sittard. Bij de halte was een wisselplaats en hier stopten dagelijks vijf trams per richting. Een rit naar station Sittard duurde 23 minuten. In 1933 werd de dienst gestaakt en het spoor opgebroken.

## Bezienswaardigheden
- Huize Holtum, een omgracht herenhuis uit 1623.
- Kasteel Wolfrath, voor het eerst vermeld in 1386. Het huidige gebouw uit 1628 is omgracht. Het heeft een voorburcht en is omgeven door een park.
- De Sint-Martinuskerk is een driebeukige basiliek met een 13e-eeuwse mergelstenen toren. In de toren hangt een klok uit 1646.
- De Kerkhofkapel op de begraafplaats bij de kerk.
- De Mariakapel ten noordoosten van het dorp.
- De Poolmolen, een watermolen gebouwd in 1662 als korenmolen.
- Heilig Hartbeeld (1929) op de hoek Panneshofstraat / Martinusstraat.
- Boerderij aan Kloosterstraat 25, van 1791.

Zie ook
- Lijst van rijksmonumenten in Holtum
- Lijst van gemeentelijke monumenten in Holtum

## Economie
Hoewel in het algemeen de economische activiteit van havens, automobielfabrieken en dergelijke aan Born wordt toegekend, liggen de meeste inrichtingen in de nabijheid van Holtum. Dat geldt voor twee havens aan het Julianakanaal (Franciscushaven en Gulik-Gelrehaven); de automobielfabriek VDL NedCar; een autodepot; diverse toeleveringsbedrijven aan VDL NedCar; een zuivelfabriek van FrieslandCampina (productie van kaas); Saint-Gobain (slijpmiddelen) en diverse grote distributiecentra. Deze bedrijven vinden zich op het bedrijventerrein Holtum-Noord, dat 184 hectare omvat en via binnenscheepvaart, goederenspoor (spoorlijn Sittard - Born) en langs de autosnelweg A2 te bereiken is.

## Natuur en landschap
Holtum ligt enigszins ten oosten van het Julianakanaal, op een hoogte van ongeveer 33 meter. Het dorp ligt vrijwel geheel ingesloten door infrastructuur. In het oosten loopt de Venkebeek die direct ten oosten van de kom in de Geleenbeek uitmondt. Verdere natuurgebieden ten oosten van de autoweg A2 zijn het landgoed van Kasteel Wolfrath en het coulisselandschap Körbusch.

## Nabijgelegen kernen
Illikhoven, Roosteren, Buchten, Susteren, Nieuwstadt
Steden: Geleen · Sittard

Dorpen: Born · Buchten · Einighausen · Grevenbicht · Guttecoven · Holtum · Limbricht · Munstergeleen · Obbicht · Papenhoven

Buurtschappen en gehuchten: Abshoven · Daniken · Graetheide · Harrecoven · Rosengarten · Schipperskerk · Windraak

Woonwijken: Baandert · Broeksittard · Geleen-Centrum · Geleen-Noord · Geleen-Zuid · Hondsbroek · Kemperkoul · Kluis · Kollenberg-Park Leyenbroek · Limbrichterveld · Lindenheuvel · Oud-Geleen · Overhoven · Sanderbout · Sittard-Centrum · Stadbroek · Vrangendael

Limburg: Steden en dorpen      Nederland: Provincies · Gemeenten